# ネッツトヨタ札幌
ネッツトヨタ札幌は、北海道札幌市東区に本社を置き、石狩地方を中心に店舗を展開する自動車販売店である。札幌市を中心に石狩市、北広島市、恵庭市、千歳市、江別市、小樽市、倶知安町、岩見沢市、砂川市で21店舗展開している。

## 沿革
- 1967年12月 - トヨタオート北札幌株式会社として設立。
- 1989年7月 - トヨタオート南札幌株式会社と合併。トヨタオート札幌株式会社に社名変更。
- 1998年8月 - ネッツトヨタ札幌株式会社に社名変更。

## 店舗

### 石狩

#### 札幌市
- 中央店 - 札幌市東区北25条東1丁目1-38
- プラザかりき275 - 札幌市東区東雁来6条1丁目3-22
- 発寒店 - 札幌市西区発寒14条3丁目1-5
- 西町店 - 札幌市西区西町南11丁目1-30
- 藻岩店 - 札幌市南区南38条西11丁目7-1
- 篠路店 - 札幌市北区篠路1条5丁目6-1
- 桑園店 - 札幌市中央区北4条西17丁目20-2
- 白石店 - 札幌市白石区本通14丁目南4-1
- 東橋法人営業店 - 札幌市白石区菊水9条1丁目3-1
- ネッツプラザあつべつ - 札幌市厚別区厚別西4条4丁目6-5
- プラザつきさむ - 札幌市豊平区福住2条1丁目4-7
- 里塚店 - 札幌市清田区里塚1条2丁目2-1

#### その他石狩
- プラザきたひろ - 北広島市共栄町4丁目12-3
- 花川店 - 石狩市花川南7条4丁目377-2
- 恵庭店 - 恵庭市柏木町4丁目1-1
- プラザちとせ - 千歳市朝日町8丁目1206-108
- 江別店 - 江別市野幌末広町16-8

### 空知
- 岩見沢店 - 岩見沢市大和3条9丁目3-1
- 空知店 - 砂川市空知太西6条7丁目1-1

### 後志
- 小樽店 - 小樽市オタモイ3丁目4-3
- 倶知安店 - 虻田郡倶知安町字比羅夫1-11

### 中古車販売店
- 中古車北31条店 - 札幌市北区北31条西5丁目2-25
- 中古車藻岩店 - 札幌市南区南38条西11丁目6-3
- 中古車あつべつ店[注釈 1] - 札幌市厚別区厚別西4条4丁目6-5
- T-ZONEいしかり店 - 石狩市樽川5条1丁目1
  - 札幌トヨタと共同で出店。
- 中古車小樽店 - 小樽市オタモイ3丁目4-9